# ガンマカメラ

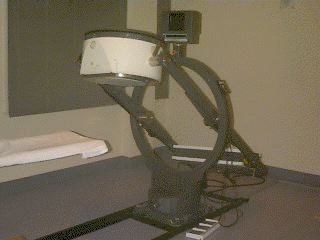
ガンマカメラ

ガンマカメラは、ガンマ線を可視化するカメラ。

## 概要
放射性同位体や中性子捕獲反応で生じるガンマ線を可視化するために使用される。コリメータ方式とコンプトンカメラ方式がある。
コリメータ方式のガンマカメラは、コリメータと呼ばれる小さい穴が多数開いた鉛またはタングステン製の板が置かれ、その後ろにシンチレータの一枚板の結晶があり、さらにその後部には数十本の光電子増倍管が並んでいてシンチレータに到達したガンマ線は光に変換され、さらに光電子増倍管によって電気信号に変換される。コリメータは、すべての穴が平行になっているパラレルコリメータ、対象より長い検出器を用いて対象と検出器の間を直線状にそれぞれが平行とならないように複数の穴をあけるコンバージングコリメータ、対象より短い検出器が使用できるダイバ―ジングコリメータがあり、コンバージングコリメータは写真でいえば拡大の働きをするが対象に厚みがあり深部からもガンマ線が放出される場合は検出結果にゆがみが出る。ダイバ―ジングコリメータは縮小の働きをするが感度も分解能も低下する。コリメータシンチレータとしてはNaIやBGO、LSO等が用いられる。光電子増倍管の配列は1次元または2次元に配置され、ガンマ線の空間分布を可視化する。
コンプトンカメラ方式では、2次元的に配置された検出器を2層に設置されており、1層目と2層目の反応した検出器の位置からガンマ線の飛来方向を推測する。ガンマ線源の位置は検出器を頂点とする、コンプトンコーンとよばれる円錐の内部に存在すると推測される。天文学において宇宙からのガンマ線を測定する際にはフォスイッチ型とよばれる検出器が利用されている。コリメータ方式のような重い鉛やタングステンによる遮蔽が不要で軽量化や小型化が可能であることから原発の廃炉や除染等に活用できるとされている。

## 用途
- 単一光子放射断層撮影(SPECT)
- 放射性同位体による汚染の分布の把握[6]
- 非破壊検査
- 爆発物や禁止薬物の検出[7]
- ガンマ線バーストの観測